# Kebel
Kebel je naselje u općini Bedekovčina, Krapinsko-zagorska županija. Smješten je u kotlini koja se proteže iz smjera jugoistoka prema sjeverozapadu. Iako jedinstveno naselje lokalno se dijeli na Donji Kebel, Čermušnik i Gornji Kebel. 

## Geografski položaj
Sjeverna strana naselja graniči s Brestovcem Orehovičkim i Martincem Orehovičkim, dok se s južne strane nalaze granična naselja Židovinjak, Grbovec i Jalševec.  
Prometnicama je povezan s većim okolnim mjestima, i to Bedekovčinom koja je administrativno sjedište istoimene općine prema jugu te Svetim Križem Začretjem prema sjeverozapadu. 
Do 1890. godine lokalni naziv za Kebel je bio ''Kebelj'', koji se danas više ne koristi.  

## Povijest
Naselje Kebel se prvi put spominje 1247. godine kao Cubul u ispravi Zagrebačkog Kaptola kao granični posjed imanja Križanče (lat. terram Crisanic) Farkaša Zagorskog i njegove braće. Istoimenu utvrdu je moguće dao izgraditi Antun, brat Farkaša Zagorskog s ciljem zaštite svojih posjeda od Mongola koji su samo nekoliko godina ranije pljačkali sve do Hrvatskih krajeva.
U ispravi Hrvatsko-Ugarskog kralja Bele IV. iz 26. listopada 1248. godine spominje se toponim castrum Cubul, dakle riječ je o utvrđenom položaju obrambenog karaktera.
Sama utvrda se nalazila na vrhu strmog brda zvanog Gradac, te je bila dimenzija 110 metara u dužinu i 40 metara u širinu.

Ostaci toga castruma danas nisu sačuvani, ali prema sličnim građevinama iz toga doba može se pretpostaviti da je bila riječ od drvenoj kuli koja se izdizala iznad ograđenoga dvorišta. O propasti same utvrde nema podataka, te je moguće da je stradala u sukobima Gisingovaca i Slavonskog bana Mikca Mihaljevića 1339. godine.
Kebel je bio dio posjeda hrvatsko-slavonsko-dalmatinskog bana Petra Keglevića, koje mu je kralj Ferdinand 12. travnja. 1547. godine poveljom izdanom u Chebu oduzeo zbog protuzakonitog prisvajanja posjeda obitelji Ernušt u Međimurju kao baštine svoje kćeri Ane nakon smrti njezina muža Gašpara Ernušta 1540. godine. 
Na zamolbu Petrova najstarijeg sina Jurja Keglevića, kralj Ferdinand je 24. lipnja 1547. godine ipak pomilovao Kegleviće i vratio im njihove posjede. Isti posjedi su Keglevićima od strane kralja Ferdinanda potvrđeni 25. veljače 1557. godine u Regensburgu.
Do 1727. godine Kebel je pripadao pod župu Sveti Križ Začretje (prvi put spomenuta 1334. godine) koja se protezala od Zaboka pa sve do župa Krapina i Mihovljan. Tada se osniva zasebna župa Bedekovčina pod koju spada i jedan dio Kebla.
Godine 1789. iz župe Mihovljan se izdvaja župa Orehovica pod koju pripada dio Kebla koji nije pod administracijom župe Bedekovčina.
Toponim Kebel je zabilježen kod vojnog mapiranja teritorija Habsburške monarhije iz 1784. godine, 1865. godine i 1869. godine. Pri tome se naselje ubraja u katastarsku općinu Komor zajedno s ostalim susjednim naseljima, dok administrativno pripada Varaždinskoj županiji.
Direktnom naredbom bana Banovine Hrvatske Ivana Šubašića 1940. godine osnovana je općina Bedekovčina spajanjem katastarskih jedinica Komor, Poznanovec i Bedekovčina pod koju administrativno pripada i Kebel, te u tom obliku postoji sve do 1963. godine. 
Tada dolazi do teritorijalnih preustroja lokalnih samouprava te spajanjem nekoliko dotadašnjih općina nastaje nova veća Općina Zabok.
Godine 1993. dolazi do raspada Općine Zabok te se iz nje izdvaja i ponovno obnavlja općina Bedekovčina, dio koje je i Kebel. 

## Stanovništvo
Prema popisu stanovništva iz 2011. godine, naselje je imalo 414 stanovnika te 144 obiteljskih kućanstava.
| Broj stanovnika po popisima | Broj stanovnika po popisima | Broj stanovnika po popisima | Broj stanovnika po popisima | Broj stanovnika po popisima | Broj stanovnika po popisima | Broj stanovnika po popisima | Broj stanovnika po popisima | Broj stanovnika po popisima | Broj stanovnika po popisima | Broj stanovnika po popisima | Broj stanovnika po popisima | Broj stanovnika po popisima | Broj stanovnika po popisima | Broj stanovnika po popisima | Broj stanovnika po popisima |
| --------------------------- | --------------------------- | --------------------------- | --------------------------- | --------------------------- | --------------------------- | --------------------------- | --------------------------- | --------------------------- | --------------------------- | --------------------------- | --------------------------- | --------------------------- | --------------------------- | --------------------------- | --------------------------- |
| 1857.                       | 1869.                       | 1880.                       | 1890.                       | 1900.                       | 1910.                       | 1921.                       | 1931.                       | 1948.                       | 1953.                       | 1961.                       | 1971.                       | 1981.                       | 1991.                       | 2001.                       | 2011.                       |
| 336                         | 377                         | 460                         | 473                         | 514                         | 622                         | 526                         | 594                         | 690                         | 693                         | 703                         | 658                         | 552                         | 519                         | 479                         | 411                         |

| broj stanovnika | 336   | 377   | 460   | 473   | 514   | 622   | 526   | 594   | 690   | 693   | 703   | 658   | 552   | 519   | 479   | 414   | 345   |
|                 | 1857. | 1869. | 1880. | 1890. | 1900. | 1910. | 1921. | 1931. | 1948. | 1953. | 1961. | 1971. | 1981. | 1991. | 2001. | 2011. | 2021. |

## Udruge

### DVD Kebel
DVD Kebel osnovan je 28.11.1954. godine te djeluje u sklopu Vatrogasne zajednice općine Bedekovčina. Teritorijalno pokriva požarnu zonu koja obuhvaća naselje Kebel.
Prvi predsjednik društva je bio Janko Habljak, a komandir (zapovjednik) Dragutin Jaković. 1977. godine održano je osposobljavanje vatrogasaca u organizaciji Vatrogasnog saveza općine Zabok, kojeg je završilo i 11 članova DVD Kebel, te su time postali prvi članovi DVD-a s položenim ispitom za vatrogasca. Oni su: Dragutin Jaković, Alojz Franc, Dragutin Franc, Stjepan Gulija, Stjepan Đurkan, Stjepan Jurina, Ivan Jaković, Slavko Stanić, Stjepan Franc, Stjepan Jaković i Dragutin Sopina. Uz to komandir Dragutin Jaković osposobljen je za strojara za rad s motornom špricom ''Savica''.
Osim obavljanja poslova zaštite od požara i protupožarne preventive, rad društva se uvelike bazira i na radu s djecom kroz vježbe i vatrogasna natjecanja, pa tako u DVD Kebel djeluju natjecateljske kategorije vatrogasnog podmlatka, vatrogasne mladeži i seniorska A ekipa.
Sjedište društva je vatrogasni dom u Keblu, izgrađen 1963. godine. Isti je djelomično nadograđen 2001. i 2008. godine te je dobio moderni izgled i funkcionalnost potrebnu za obavljanje vatrogasne djelatnosti.

### AK Kebel
2012. godine u Keblu je izgrađena staza za off-road automobilističke utrke od skupine entuzijasta koji su se bavili istim disciplinama. Već iste godine održana je i prva natjecateljska utrka na stazi. Iz toga je proizašla i udruga AK Kebel koja je formalno osnovana 10.03.2014. godine. Od 2014. godine kreće i natjecanje ''Prvenstvo Zagorja'' u off-road automobilizmu, organizirano od strane sličnih klubova s područja Krapinsko-zagorske županije. Godišnje se redovito na stazi u Keblu održavaju dvije utrke.
Kroz godine natjecanja AK Kebel je dao i nekoliko ukupnih pobjednika prvenstva:
Autocross: Groš Miroslav (2014., 2015., 2017., 2018.), Ban Miroslav (2016.)
Buggy: Boroš Davor (2016.)